# Asturiana de Zinc
Asturiana de Zinc, S. A. (AZSA) es una empresa tradicionalmente asturiana, actualmente propiedad de la multinacional Glencore. Sus principales actividades son la investigación, explotación y comercialización de toda clase de sustancias minerales, especialmente el zinc y los productos asociados a su explotación como el plomo, germanio o ácido sulfúrico. Y desde 2006 comenzó la obtención de plata. La empresa se instala en Arnao, núcleo industrial y de población en la comarca de Avilés, la primera gran empresa de Asturias, fundada con capital belga y español. Además posee minas y centros de producción en Asturias —San Juan de Nieva— y Cantabria —Hinojedo y Reocín, ya cerrado—. También cuenta con presencia en Alemania, Australia y el Reino Unido.

## Historia
El origen de esta sociedad es la Real Compañía Asturiana de Minas de Carbón, fundada en 1833 con socios belgas y españoles. Su primera actividad fue la explotación de minas de carbón en Arnao (Asturias). Hacia 1849,  la sociedad adquirió varias minas de zinc en la provincia de Guipúzcoa, y en 1853, con participación de otros socios belgas, pasó a convertirse en la Société pour la production du zinc en Espagne, radicada en Bélgica, que en 1854 pasó a ser la Compagnie Royale Asturienne des Mines, o Real Compañía Asturiana de Minas.
En el siglo XX, hay una gran transformación industrial y económica pero destaca el cambio social producido. Se crea el poblado de Arnao, con la construcción de viviendas jerarquizadas: patronos, director, ingenieros, capataces obreros, y con hospitales, economatos y escuelas. 
También, la próxima playa de Salinas se convierte en el destino veraniego de la burguesía avilesina y asturiana.
A mediados del siglo XX se crea Ensidesa, luego Aceralia que atraerá gran cantidad de mano de obra de Castrillón. En Arnao, la Real Compañía Asturiana de Minas crea una filial que será Asturiana de Zinc. Todo esto trajo una época de gran crecimiento hasta los años 70 en el que empieza marcarse la crisis, aun así Salinas y Castrillón en general seguirán manteniendo su crecimiento debido al turismo y a las segundas viviendas de veraneo.
Actualmente es propiedad de Glencore, una multinacional con sede en Suiza.